# Amédée Desjobert
Amédée Desjobert est un homme politique français né le 15 janvier 1796 à Orsay (Essonne) et décédé le 25 avril 1853 à Paris.

## Famille
Amédée Desjobert descend de la branche aînée de la famille Desjobert, originaire du Berry, qui appartient à l'ancienne bourgeoisie française, issue de Léonard Desjobert (1636-1684), notaire royal à Culan. 
Parmi les personnalités de la famille Desjobert, on cite Louis Desjobert (1751-1822), grand-maître des Eaux-et-Forêts de Soissons, ancien maire d'Orsay, auteur du livre Voyage en Suisse. Il est le père d'Amédée Desjobert, qui fut enterré au cimetière de Saint-Sulpice à Vaugirard.

## Biographie
Amédée Desjobert est maire de Rieux et conseiller général en 1830. Il est député de la Seine-Maritime de 1833 à 1853. Il siège à gauche sous la monarchie de Juillet, s'opposant fortement à la colonisation de l'Algérie. Sous la Deuxième République, il siège au centre puis à droite, se ralliant au Second Empire.
En décembre 1834, il fait partie des fondateurs de la Société française pour l'abolition de l'esclavage.

## Armes de la famille Desjobert
« De gueules à 3 étoiles d'or posées en pal et accostées de 2 gerbes de même ».

## Ouvrages d'Amédée Desjobert
- La question d'Alger en 1837, politique, colonisation, commerce, Paris, P. Dufart, 1837.
- L'Algérie en 1838, Paris, P. Dufart, 1838.
- L'Algérie en 1844, Paris, Guillaumin, 1844.
- Lettre d'un vieux soldat à M. le maréchal Bugeaud, Paris, Didot frères, 1845.
- L'Algérie en 1846, Paris, Guillaumin, 1846.

Citation en titre en 1837 dans La question d'Alger: « Le temps viendra où l'on sera honteux de tant de sottises, et où les colonies n'auront plus à donner d'autres défenseurs que ceux à qui elles offrent des places lucratives à donner ou à recevoir, le tout aux dépens des peuples » (J-B Say, Traité d'économie politique, 5e édition, tome Ier, p. 370).